# The Dallas Morning News
The Dallas Morning News est un quotidien de Dallas.

## Histoire du journal

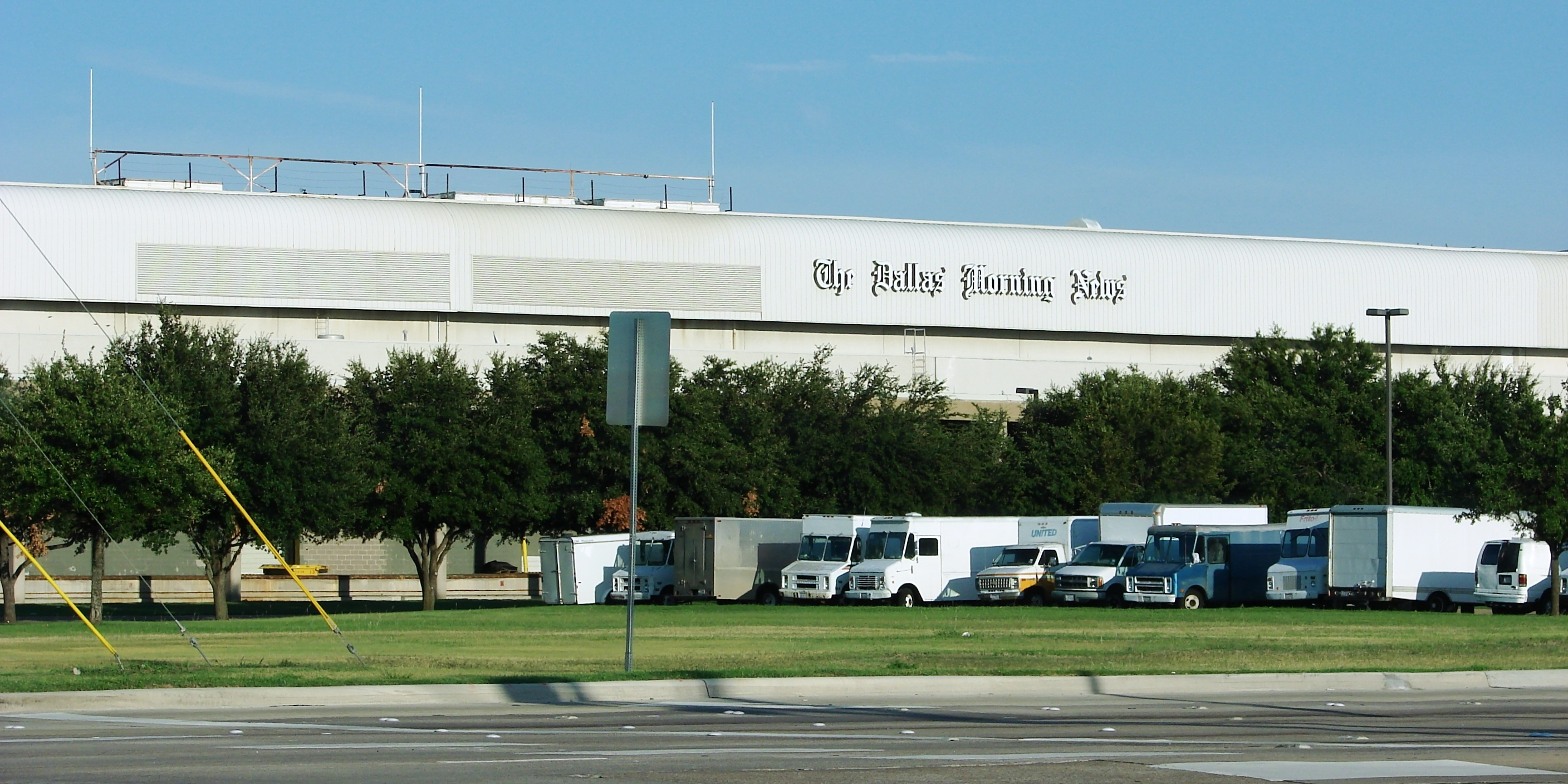
Le centre de distribution du Dallas Morning News à Plano.

The Dallas Morning News est fondé en 1855 par Alfred Horatio Belo, ancien officier de l'armée des États confédérés. À partir de 1904, le journal édite l'Almanach du Texas, ouvrage de référence encyclopédique sur le Texas. Le journal est en concurrence pendant des décennies avec l'autre grand journal de Dallas le Dallas Times Herald, qui disparait à la suite de son rachat en 1991 par la société Belo. Le 22 novembre 1963, jour de la visite de John Kennedy à Dallas, le journal publie au nom d'un certain « Comité d'enquête américain » une pleine page titrée Welcome Mr Kennedy to Dallas en forme d'une série de questions très critiques adressées au président et commençant toutes par Why... (par exemple, « Why have you scrapped the Monroe doctrine in favor of the "spirit of Moscow"? »).
Journal historiquement républicain, il crée la surprise en appelant en octobre 2016 à voter pour la candidate démocrate Hillary Clinton contre le candidat républicain Donald Trump. Comme The Arizona Republic et The Cincinnati Enquirer, c'est la première fois, depuis la création du journal, qu'il soutient un candidat démocrate à une élection présidentielle.